# Boğazbaşı, Niksar
Boğazbaşı là một xã thuộc huyện Niksar, tỉnh Tokat, Thổ Nhĩ Kỳ. Dân số thời điểm năm 2011 là 446 người.